# Exphora ifanadiensis
Exphora ifanadiensis är en insektsart som beskrevs av Synave 1966. Exphora ifanadiensis ingår i släktet Exphora och familjen Nogodinidae. Inga underarter finns listade i Catalogue of Life.